# اچ‌ام‌سی‌اس فنل (کی۱۹۴)
اچ‌ام‌سی‌اس فنل (کی۱۹۴) (به انگلیسی: HMCS Fennel (K194)) یک کشتی بود که طول آن ۲۰۵ فوت (۶۲٫۴۸ متر) بود. این کشتی در سال ۱۹۴۱ ساخته شد.